# Идзунокуни
Идзунокуни (яп. 伊豆の国市 Идзунокуни-си) — город в Японии, находящийся в префектуре Сидзуока. Площадь города составляет 94,71 км², население — 48 772 человека (1 августа 2014), плотность населения — 514,96 чел./км².

## Географическое положение
Город расположен на острове Хонсю в префектуре Сидзуока региона Тюбу. С ним граничат города Атами, Идзу, Ито, Нумадзу и посёлок Каннами.

## Население
Население города составляет 48 772 человека (1 августа 2014), а плотность — 514,96 чел./км². Изменение численности населения с 1980 по 2005 годы:
| 1980 | 44 046 чел. |  |
| 1985 | 46 413 чел. |  |
| 1990 | 48 369 чел. |  |
| 1995 | 50 328 чел. |  |
| 2000 | 50 062 чел. |  |
| 2005 | 50 011 чел. |  |

## Символика
Деревом города считается Nageia nagi из рода Подокарп, цветком — маньчжурская фиалка.